# Pigouna
Pigouna – gaun wikas samiti w środkowej części Nepalu w strefie Dźanakpur w dystrykcie Mahottari. Według nepalskiego spisu powszechnego z 2001 roku liczył on 635 gospodarstw domowych i 3814 mieszkańców (1803 kobiet i 2011 mężczyzn).